# 에스토니아의 국장

에스토니아의 국장

에스토니아의 국장은 1925년 6월 19일에 처음 제정되었으며 1993년 4월 6일에 다시 제정되었다. 국장 가운데에는 세 마리의 파란색 사자 문양이 그려져 있는 금색 방패가 그려져 있으며 국장 양쪽을 금색 참나무 잎으로 만든 화환이 감싸고 있다.
세 마리의 사자 문양은 덴마크의 국장에서 유래된 문양인데 이는 1219년 에스토니아를 정복한 덴마크의 발데마르 2세 국왕과 관련이 있다. 세 마리의 사자는 자유를 위한 에스토니아인의 투쟁과 용기를, 참나무는 에스토니아의 인내, 역량, 자유를 뜻하기도 한다.

## 그 외의 국장

에스토니아의 소형 국장

## 역대 에스토니아의 국장

에스토니아 소비에트 사회주의 공화국의 국장

## 같이 보기
- 에스토니아의 국기